# 美國國家海洋暨大氣總署軍官團
美國國家海洋暨大氣總署軍官團（英語：NOAA Commissioned Officer Corps），簡稱NOAA軍官團，是八個美國制服勤務部隊之一，在美國國家海洋暨大氣總署（由美國商務部監督）的領導下運作。NOAA兵團由受過科學和技術培訓的軍官組成。本機構與美國公共衛生服務軍官團同為美國唯二僅由軍官組成，沒有士官兵及准尉的制服勤務軍種。軍官團的主要任務是監測海洋狀況、支援主要航道和監測大氣狀況。